# Burg Hohengeroldseck
Die Burg Hohengeroldseck ist die Ruine einer Höhenburg auf 523,9 m ü. NHN im Schwarzwald. Sie liegt auf einer Anhöhe zwischen dem Kinzigtal und dem Schuttertal im Ortsteil Schönberg der Gemeinde Seelbach im Ortenaukreis in Baden-Württemberg. Die Burg war Stammsitz der Herren von Geroldseck. Auf einer Spornkuppe 1.700 Meter nördlich befindet sich die Ruine der Burg Alt-Geroldseck.

## Geschichte

### Die Herren von Geroldseck
Die Burg wurde in den Jahren 1240 bis 1250 auf dem Schönberg von Walter I. von Geroldseck als Stammburg der Herren von Geroldseck erbaut und bildete zwischen der Landesteilung 1277 und dem Ende der Geroldsecker Herrschaft 1634 den Mittelpunkt der „Oberen Herrschaft“ Hohengeroldseck. Das Gebiet der oberen Ortenau war ab 1277 in der Hand der Nachkommen Walters von Geroldseck und umfasste die Herrschaften Lahr, Mahlberg, Schiltach sowie Kloster Schuttern, Kloster Ettenheimmünster und Kloster Wittichen. Ebenfalls im Besitz der Herren von Geroldseck war die Landvogtei zu beiden Seiten des Rheins von Basel bis Seltz. Für 30.000 Gulden kaufte Markgraf Jakob I. von Baden 1442 von den Nachkommen Walters von Geroldseck die Hälfte der Herrschaft Lahr und Mahlberg. Eine 1473 erfolgte Belagerung durch die Straßburger wurde abgebrochen. 1486 wurde die Burg von Pfalzgraf Philipp erobert und blieb bis 1534 bei der Kurpfalz. Der kurpfälzische Geschützmeister Martin Merz leitete 1486 die sechs Wochen andauernde Beschießung. 1599 verlegten die Geroldsecker ihre Residenz in das zum Renaissanceschloss umgebaute Schloss Dautenstein im nahen Seelbach.

### Der Graf von Cronberg 1636–1692
Anna Maria von Hohengeroldseck († 1649) war nach dem Tod ihres Vaters Jakob von Hohengeroldseck († 1634) die einzige Erbin derer von Geroldseck. 1644 wurde sie mit Markgraf Friedrich V. von Baden-Durlach verheiratet. Die Habsburger betrachteten die ganze Herrschaft Hohengeroldseck als an sie zurückgefallenes Lehen. Kaiser Ferdinand II. ignorierte die Ansprüche der Erbin auf darin enthaltenes Allodialgut und hatte die Burg bereits frühzeitig dem jungen und militärisch erfolgreichen Reichsgrafen Adam Philipp XI. von Cronberg zugesichert (erstmals 1620, 1630 dann als Exspektanz) als absehbar war, dass Jakob von Hohengeroldseck ohne männlichen Erben sterben würde. Adam Philipp starb aber ebenfalls 1634 auf einem Feldzug, und so wurde 1636 sein noch unmündiger Sohn Kraft Adolf Otto von Cronberg (1629–1692) mit Burg und Herrschaft belehnt. Ottos Mutter, Margarethe Sidonia von Daun, Gräfin von Falkenstein, handelte für ihren Sohn. 1650 wurde Kraft Adolf Otto für mündig erklärt und übernahm selbst die Herrschaft. 1653 heiratete er Maria Franziska von Oettingen-Baldern, die der Ehe allerdings 1662 entkam. Dem Grafen gelang es, durch eine Hinhaltetaktik die Gerichte von einer Zuweisung des Allodialgutes an die Markgrafen von Baden-Durlach abzuhalten. Darüber hinaus begann er auch noch einen Streit mit der unter baden-durlachischer Pfandherrschaft stehenden Herrschaft Lahr um die Landeshoheit über die zwischen Kuhbach und Lahr stehende Sägemühle.
Die Burg wurde im Pfälzischen Erbfolgekrieg im Januar 1689 von französischen Truppen zerstört. Der zweite und letzte Graf von Cronberg, dessen vier eheliche Kinder schon vor seinem eigenen Tod 1692 gestorben waren, hatte selbst keine legitimen Erben.

### Die Grafen von der Leyen seit 1697
Nach dem Tod des Grafen von Cronberg ließ Markgraf Friedrich Magnus den von seinem Großvater Friedrich V. ererbten Anspruch auf die Herrschaft Hohengeroldseck wieder aufleben. Er nahm ein halbes Jahr nach dem Tod des Cronbergers die Herrschaft in Besitz. 1695 erhob Karl Kasper Franz von der Leyen seinerseits Ansprüche auf die Herrschaft, da die Habsburger ihm wiederum im Hinblick auf die fehlenden Erben des Lehensträgers, Kraft Adolf Otto Graf von und zu Cronberg, bereits Zusagen für dessen Nachfolge gemacht hatten, obwohl die badischen Ansprüche und deren rechtlicher Bestand bekannt waren.
Der österreichische Landvogt in der Ortenau, Karl II. von Neveu, ließ am 16. April 1697 ein 300 Mann starkes Militärkontingent einrücken, das die badischen Wappen entfernte, Schloss Dautenstein gewaltsam einnahm und die badischen Beamten vertrieb. Von der Bevölkerung wurde verlangt, dass sie Karl Kasper von der Leyen huldigten. Seitdem gehört die Burgruine dem Geschlecht der von der Leyen. Sie war außerdem von 1711 bis 1806 Bestandteil der Grafschaft Hohengeroldseck und von 1806 bis 1813 des Fürstentums von der Leyen.

## Historische Darstellungen der Burg
Die Darstellung von Grimmelshausen aus dem Jahr 1645 galt lange als älteste bekannte Darstellung. 2001 wurde die Hypothese publiziert, dass eine Darstellung im Kriegsbuch des Philipp Münch von 1496 die Burg Hohengeroldseck während der Belagerung durch Philipp den Aufrichtigen im Jahre 1486 zeigt.

## Erhaltung der Burgruine
Die Ruine Hohengeroldseck ist heute Eigentum der Rechtsnachfolger der Herren von Geroldseck, der Fürsten von der Leyen, und wird seit 1958 vom Verein zur Erhaltung der Burgruine Hohengeroldseck e. V. betreut. Erste Instandhaltungsmaßnahmen erfolgten bereits 1883. Zu Beginn der 1950er Jahre wurde eine neue Wendeltreppe in den Turm des hinteren Palas eingebaut. Die Burgruine wurde 2005 vom Landesverein Badische Heimat als „Kulturerbe des Landes“ benannt und von der Denkmalstiftung Baden-Württemberg zum Denkmal des Monats Juni 2010 ernannt. 2011 und 2013 wurde sie umfangreich restauriert. Die Sanierungskosten betrugen seit 1996 etwa 825.000 €.

## Anlage

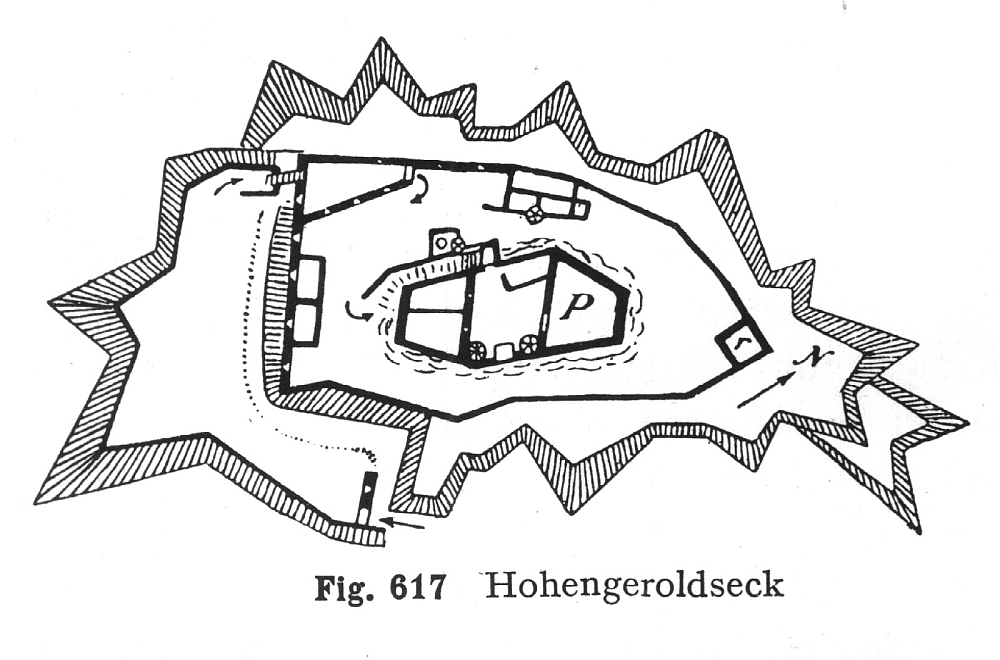
Ehemaliger oder geplanter Grundriss der Burg Hohengeroldseck nach einem Plan der Neubefestigung von 1693, laut Otto Piper sind aber (1895 oder 1912) keine Reste von Bastionen mehr sichtbar gewesen.

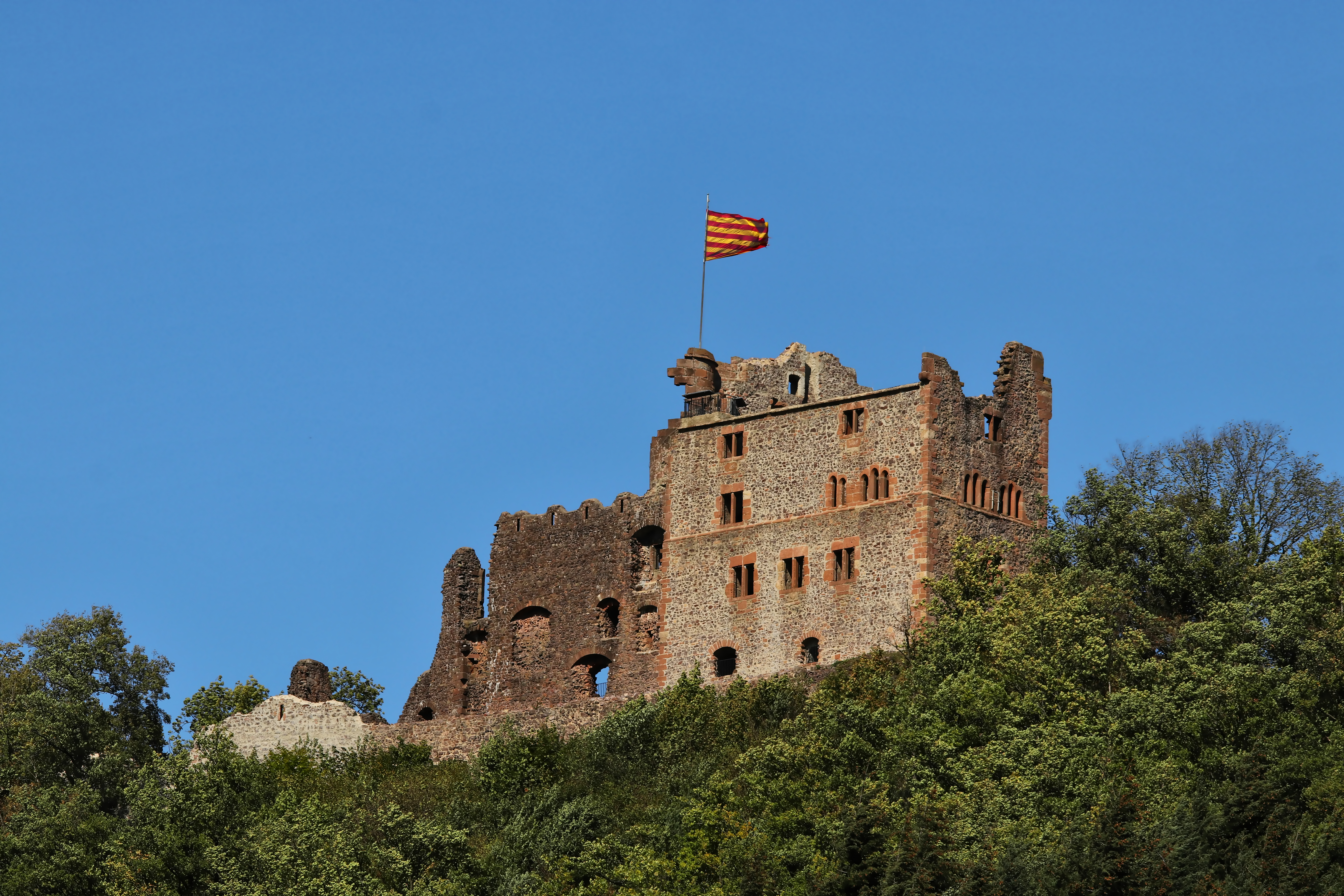
Südansicht der Burg mit Blick auf das Hauptgebäude

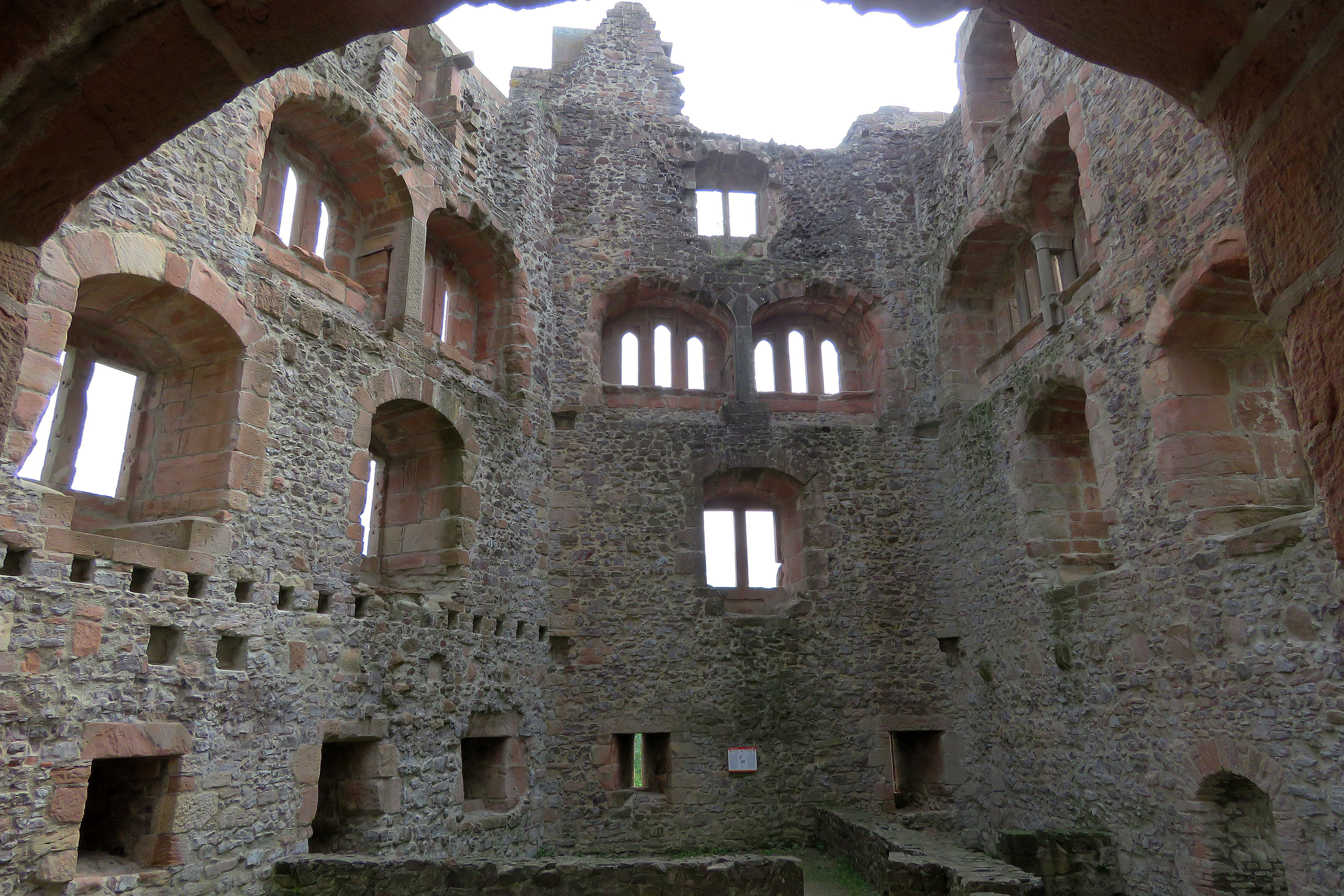
Innenansicht September 2019

Die Burg, von der die ca. 10 Meter hohen Außenmauern (Unterburg) sowie das Hauptgebäude (Oberburg) erhalten sind, stellt den Typus der turmlosen Turmhausburg dar und bildet vor allem vom Kinzigtal her einen markanten Blickfang.
Die Burg hatte ohne die Vorwerke eine Ausdehnung von 95 auf 50 Metern. Die Ringmauer hatte einen Wehrgang mit Schießscharten und war 2,10 Meter stark. Die beiden auf einem Porphyrfelsen errichteten Hauptgebäude waren etwa 50 Meter lang und maximal 20 Meter breit. Sie waren durch einen Hof getrennt. Die Fassade des Ritterhauses, eines viergeschossigen Palas, ist noch weitgehend erhalten. Im zweiten Obergeschoss befand sich ein 80 Quadratmeter großer Rittersaal.